# Vizcaíno-Wüste

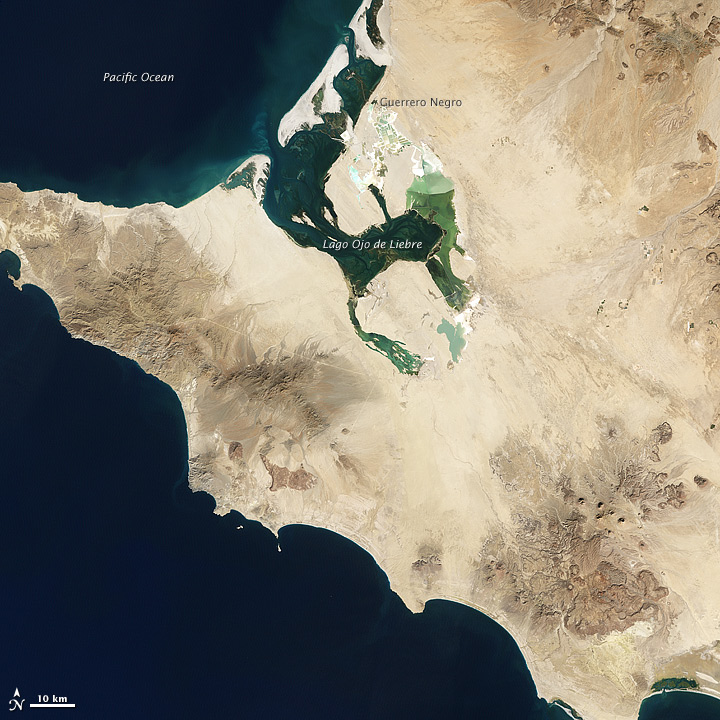
El Vizcaíno Biosphere Reserve

Die Vizcaíno-Wüste ist eine trockene Wüste auf der Halbinsel Niederkalifornien in den mexikanischen Bundesstaaten Baja California und Baja California Sur. In der Wüste wachsen verschiedene Kakteen. Die Kakteen Cardon-Kaktus, Kandelaberkaktus, Opuntia ficus-indica, Barrel-Kaktus, Velvet-Kaktus, Senita-Kaktus und Cholla-Kaktus wachsen in der Wüste. Außerdem wachsen die Pflanzen und Bäume Elefantenbaum, Agaven, Slipper-Pflanzen, Datilillos, Boojumbbaum und viele mehr in der Wüste. Die Wüste wurde nach dem spanischen Admiral Sebastián Vizcaíno, der 1602 die Gegend erkundete, benannt. In der Wüste leben auch verschiedene Schlangen, Eidechsen, verschiedene Nagetiere und Vögel.